# 勃杜安·岑登
勃杜安·“波罗”·岑登（荷蘭語：Boudewijn "Bolo" Zenden，(荷蘭語發音：[ˈbʌu̯dəˌʋɛi̯n ˈzɛndə(n)] ⓘ;1976年8月15日—），是前荷蘭足球員，司職左翼，並能串演正中場。他在2009年10月自由轉會至英超球會新特蘭，目前已退役。

## 生平

### 球會
辛頓出生於荷蘭的一個柔道世家，其父是一名柔道員。辛頓以前曾在柔道比賽中獲得過獎項，並取得了黑帶。但16歲時他卻選擇以足球為職業，加盟了荷蘭大球會PSV燕豪芬。
辛頓早在1997年已當過荷蘭聯賽最佳球員，參加過1998年世界杯，之後加盟西甲超級球會巴塞羅那。2000年歐洲國家杯在荷蘭舉行，辛頓在本土舉行的歐洲國家杯有出色演出，雖然荷蘭最後在四強落敗，但已受到各歐洲大球會斟介，最後辛頓於2001年8月2日以750萬英鎊轉投英超球會車路士。
在車路士辛頓一度是球會核心，但表現並不及歐洲國家杯時注目，當俄羅斯富豪阿布拉莫维奇入主車路士後，車路士出現人事變動，辛頓遂於2003年轉投米杜士堡。在米杜士堡他經常以正中場的身份為球隊上陣，協助球會贏得2003/04年英格蘭聯賽盃。
約滿後於2005年以自由身轉投利物浦，可惜效力期間因球會人才過剩，始終未受重用。2007年7月辛頓遂離開英超，自由轉會改投法甲球會馬賽。
2009年10月16日以自由身重返英超加盟新特蘭，初步簽約到季末，可優先續約1年，首場比賽即倒戈出戰利物浦。到2011年5月辛頓公開宣佈不選擇續約，其後恢復自由身，一直未有球會斟介，最後於2012年退役。

### 國家隊
外界對辛頓的印象是一名早熟早殘的球員，蓋因他早在1997年已當過荷蘭聯賽最佳球員，並於1998年世界盃後轉投西甲超級球會巴塞隆納。可惜後來常因傷患或狀態不足等原因，不再受到重用。至2004年後辛頓更一直未有再重返國家隊。

## 榮譽

### 個人
- 荷蘭聯賽最佳球員：1997

### 球隊
- 荷甲聯賽冠軍：1996-97
- 西甲聯賽冠軍：1998-99
- 英格蘭聯賽盃：2003-04

## 外部連結
- soccerbase 辛頓職業數據